# 贫嘴张大民的幸福生活 (电视剧)

电视剧海报

贫嘴张大民的幸福生活是一部中国大陆拍摄的电视剧，沈好放导演作品，改编自刘恒创作同名小说，于2000年上映，片长20集，单集片长48分钟左右。

## 剧情
描写的是北京市民张大民一家的平凡生活。剧中描述种种北京平民生活极为生动真实。

## 主要人物
- 张大民　（梁冠华饰演），家中长子，身材胖，话多，贫嘴，北京市有志暖瓶厂职工，后下岗。
- 张大雨　（赵　倩饰演），张大民大妹妹，屠宰场职工，性情彪悍，曾被诱骗失身怀孕打胎，后与临时工同事李木勺赴山东结婚生子，在顺义承包养猪场养猪为生。
- 张大军　（鲍大志饰演），张大民大弟弟，初期为普通职工，后随妻子从事服饰零售生意。
- 张大雪　（霍思燕饰演），张大民小妹妹，产科护士，温柔善良，在未婚夫意外身亡后死于白血病。
- 张大国　（王　晖饰演），张大民小弟弟，西北农大本科学历，后回京于农业部秘书处工作，并与张大民工厂中的的徒弟贺小同恋爱。
- 张家妈妈（徐秀林饰演），张大民的妈妈，孩子们还很小的时候张家爸爸就死于锅炉爆炸，一个人带大了五个孩子，讲事理，生气了爱吃冰，后患老年痴呆症。
- 李云芳　（朱媛媛饰演），张家邻居的女儿，男友出国后被抛弃，后与张大民结婚。李云芳和她的父母都是毛巾厂职工，姐姐李彩芳是密云民办教师。
- 张　树　（陈肇群、悠悠饰演），张大民之子，说话很少。
- 李彩芳　（王瑞虹饰演），李彩芳是密云民办教师，李云芳的姐姐。
- 刘大爷　（修宗迪饰演），张家邻居，居委会主任，由于初恋嫁给他人终身未婚，大民父亲去世后常常照顾张家，并对张母颇为真情。
- 赵炳文　（潘粤明饰演），大雪的未婚夫，出身干部家庭，和大雪是初一初二年级同学，大学实习期间相逢大雪于医院，后参军，意外身亡。
- 徐万君　（张涵予饰演），李云芳的前男友，前同事，工程师，去美国后予李云芳的第八封信时将她抛弃。
- 李木勺　（李洪涛饰演），山东人，张大雨之夫，养猪专业户，曾患不孕症，后在大民帮助下在北京治愈。
- 古　三　（刘　桦饰演），张家邻居的儿子，早期偷卖工厂钢筋被劳教两年，长期赖病号，喜好赌博，后下海，曾与张大军之妻偷情，最后吸毒，落魄后被送往戒毒所。
- 贺小同  （韩　悦饰演），张大民同事及徒弟，假小子气，活泼开朗，后与张大国恋爱。
- 李大妈  （刘静容饰演），李云芳母亲，大嗓门，喜欢扭秧歌，喜欢张大民这个女婿，评价张大民为“除了胖点儿，挣钱少点儿，大民啊，没挑儿”。
- 古三妈  （金　昭饰演），爱嚼舌头，护犊子，在胡同口经营小卖部，后欲与摊位对面卖冰棍儿单身老头结合，遭古三喝止。

## 电视剧歌曲
以下歌曲列表根据网易云音乐整理
| 曲序 | 曲目                           | 歌手   |
| ---- | ------------------------------ | ------ |
| 1.   | 《幸福生活》（主题曲、片头曲） | 李小龙 |
| 2.   | 《日子》（主题曲、片尾曲）     | 小柯   |
| 3.   | 《婆婆丁黄》（插曲）           | 小柯   |

## 相关作品
- 电视剧续作《美丽的家》（电影）
- 电影版《没事偷着乐》

## 节目变迁
| 重温经典频道 电视剧剧场二 週一至週日 21:00-22:30 | 重温经典频道 电视剧剧场二 週一至週日 21:00-22:30 | 重温经典频道 电视剧剧场二 週一至週日 21:00-22:30 |
| ------------------------------------------------ | ------------------------------------------------ | ------------------------------------------------ |
|                                                  | 贫嘴张大民的幸福生活 （2024.3.11 - 2024.3.20）   |                                                  |
| 渴望 （2024.2.15 - 2024.3.10）                   | 亮剑 （2024.3.21 - 2024.4.4）                    |                                                  |